# 魔女の秤

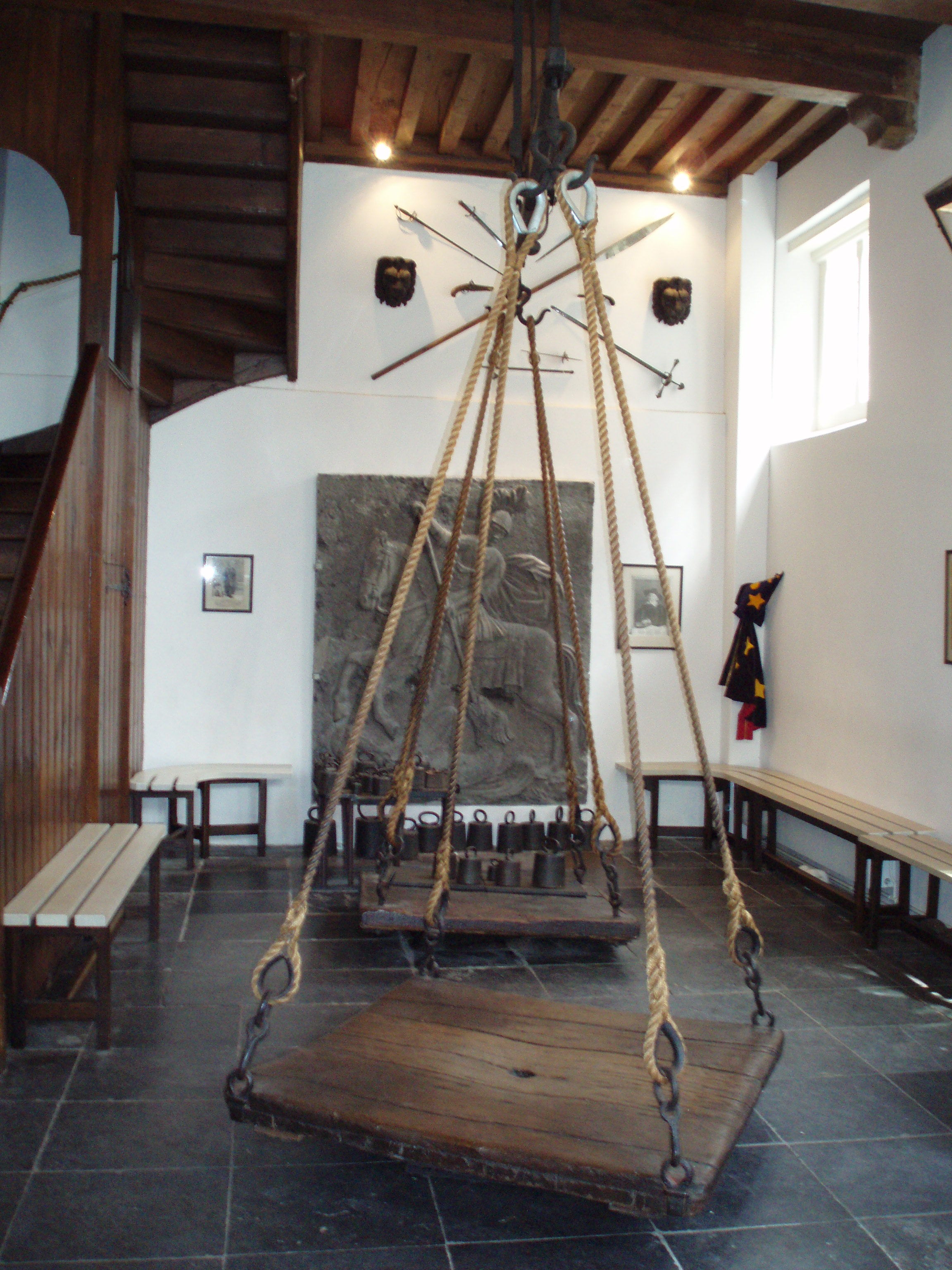

魔女の秤（まじょのはかり）とは、オランダのアウデワーターの町にある大きな秤で、魔女かどうかを判定する道具として使用されてきた。

## 概要
中世時代の魔女狩りでは魔女は空を飛ぶために体重が極端に軽いと考えられており、体重を量って軽ければ魔女とされていた。
この秤は魔女裁判のために人間の体重を量るための物であるが、1500年代に作られてから1729年に最後の判定が行われるまで魔女と認定された人物は一人もいない。
この秤は神聖ローマ帝国の皇帝カール5世から特権を与えられており、この秤で判定された証明書は神聖ローマ帝国全土で有効とされたため、証明書を求めて遠くから来た人も多かったと伝えられている。
観光名所として現存していて現代でも魔女かどうかの判定を行っており、魔女ではないとする証明書が発行されている。